# Edmond Agius
Edmond Agius (23 febbraio 1987) è un calciatore maltese, centrocampista dello Sliema Wanderers.

## Carriera

### Club
Ha giocato nella prima divisione maltese.

### Nazionale
Nel 2012 ha giocato 2 partite nella nazionale maltese.

## Palmarès

### Club

#### Competizioni nazionali
- Campionato maltese: 3

Valletta: 2010-2011, 2011-2012, 2013-2014
- Coppa di Malta: 6

Hibernians: 2005-2006, 2006-2007
Valletta: 2009-2010, 2013-2014
Birkirkara: 2014-2015
Sliema Wanderers: 2023-2024
- Supercoppa di Malta: 6

Valletta: 2008, 2010, 2011, 2012
Hibernians: 2007
Birkirkara: 2014
- Challenge League: 1

Sliema Wanderers: 2022-2023